# Торренте-де-Сінка
Торренте-де-Сінка (ісп. Torrente de Cinca, кат. Torrent de Cinca) — муніципалітет в Іспанії, у складі автономної спільноти Арагон, у провінції Уеска. Населення — 1370 осіб (2009).
Муніципалітет розташований на відстані близько 360 км на схід від Мадрида, 95 км на південний схід від Уески.

## Демографія
Динаміка населення (INE ):